# Yoko Yoneda
Yoko Yoneda (Osaka, 22 de novembro de 1975) é uma ex-nadadora sincronizada japonesa, medalhista olímpica.

## Carreira
Yoko Yoneda representou seu país nos Jogos Olímpicos de 2000 e 2004, ganhando a medalha de prata por equipes em Sydney 2000 e Atenas 2004. 